# مودم

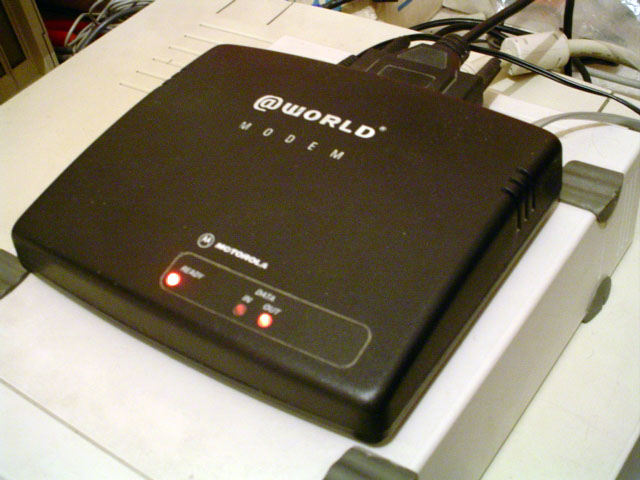
مودم درگاه سریالی ۲۸٫۸ کیلوبایت بر ثانیه ساخت موتورولا.

مودم یکی از ابزارهای رایانه‌ای است که برای اتصال دو رایانه به یکدیگر و شبکه‌های مختلف از راه خطوط گوناگون مخابراتی استفاده می‌شود. البته هر یک از این دو کامپیوتر می‌توانند راهی به یک شبکه رایانه‌ای باشند. نام مودم (Modem) مخفف
این واژه برگرفته از (تلفیق کردن Modu late و تلفیق زدایی de modulate) گرفته‌شده یک قطعه است که یک آنالوگ حامل سیگنال را به اطلاعات دیجیتالی ریزی تلفیق می‌سازد و همچنین سیگنال حاملی را بر اطلاعات انتقال‌یافته که برداری می‌کند. هدف ایجاد سیگنالی است که به‌راحتی قابل‌انتقال و رنگ شایی برای تولید مجدد اطلاعات دیجیتالی اصل است. مودم طی جهت اهداف مختلف انتقال سیگنال‌های آنالوگ برای راندن دیوها به رادیو استفاده می‌شوند. نمونهٔ مشهور مودم باند صداست که دیجیتال os' , 'ls یک کامپیوتر شخص را تبدیل به اصوات می‌کند که قابل‌انتقال در خطوط تلفن سیستم‌های تلفن قدیمی پهن هستند (PoTs)، وقتی در جهت دیگر دریافت شدند، آن os, ls را به عقب به شکل استفاده‌شده و توسط یک USB، سریال یا اتصال شبکه‌ای تبدیل می‌کند. مودم‌ها بر اساس مقدار اطلاعاتی که در واحد زمان (ثانیه) می‌توانند منتقل کنند طبقه‌بندی می‌شوند. این معیار طبقه‌بندی معمولاً بیت بر ثانیه (bit/s یا bps) است. مودم‌ها را می‌توان بر پایه معیار دیگری نیز طبقه‌بندی کرد؛ که نرخ نشانه (تعداد سمبل‌های متمایز انتقال‌یافته در هر ثانیه) نام دارد و با واحد باد (یکا) اندازه‌گیری می‌شود. برای مثال استاندارد ITU V.21 از روش کلید گزاری توسط جابجایی فرکانس صدا[۱]استفاده می‌کند. بدین معنا که از دو نوا[۲] با فرکانس‌های متفاوت، که هرکدام به یک نشانه جداگانه مربوط می‌شوند (یا یک بیت به ازای هر نشانه)، برای انتقال ۳۰۰ بیت در ثانیه (با استفاده از ۳۰۰ باد) استفاده می‌شود. استاندارد اصلی به شماره ITU V.22 که قادر به ارسال و دریافت ۴ نشانه مختلف (۲ بیت برای هر نشانه) است، ۱۲۰۰ بیت بر ثانیه را با ارسال ۶۰۰ نشانه در ثانیه (۶۰۰ باد) منتقل می‌کند. البته این کار را با استفاده از کلیدگذاری جابجایی فاز[۳] انجام می‌دهد. هستند این تعداد و شماره‌ها مستقیماً متصل می‌شوند اما الزاماً نه در حالت خطی.
مودم‌های سریع‌تر که در اینترنت روزانه استفاده می‌شوند، مودم‌های کابل و مودم‌های ADSL هستند. در ارتباطات تلفنی، مودم‌های رادیویی چهارچوب‌های مکرر از اطلاعات را در سرعت‌های اطلاعاتی بالا در اتصالات رادیویی ماکروویو انتقال می‌دهند که بعضی از آن‌ها بیش از یک‌صد میلیون بیت در هر ثانیه را منتقل می‌سازند. مودم‌های نوری اطلاعات را فیبرهای نوری انتقال می‌دهند. اغلب اطلاعات متصل شدهٔ درون‌قاره‌ای کنونی از مودم‌های نوری برای انتقال در فیبرهای نوری زیردریایی استفاده می‌کنند. مودم‌های نوری به‌طور روتین دارای نرخ‌ها و سرعت‌های اطلاعاتی در دسترس حدود یک‌میلیون (۹۱۰×۱) بیت در هر ثانیه دارند. یک کیلوبیت در هر ثانیه (s/kbit یا s/ kb یا (kb

## تاریخچه
خدمات سیمی اخبار در دههٔ ۱۹۲۰ تجهیزات پیچیده‌ای بودند که تعریف را برآورد می‌ساختند اما نقش مودم برای نقش و کاربرد تسهیم شایع بود، بنابراین به‌طور رایج و مشترک در تاریخچهٔ مودم‌ها مشمول نمی‌شوند. George Stibitz به‌وسیله یک ماشین‌تحریر خودکار گیرندهٔ پیام، خطوط تلفن را از مسافت دور از شهر نیوهمپشابر به یک کامپیوتر در شهر نیویورک در سال ۱۹۴۰ اتصال داد اما کلمهٔ «مودم» هنوز ابداع نشده بود، بنابراین این نیز به‌حساب نمی‌آید.
مودم‌ها در آمریکا بخشی از سیستم دفاعی هوایی در دههٔ ۱۹۵۰ بودند که پایانه‌ها را در پایگاه‌های مختلف هوایی، سایت‌های رادارها و مراکز توصیه و کنترل را به مراکز هدایت SAGE در آمریکا و کانادا متصل می‌کردند بودند SAGE در خطوط ارتباطی تخصیص یافت اما قطعات در هر انتها مشابه به مفهوم مودم‌های کنونی بودند. IBM مقاطعه‌کار اولیه برای هردوی کامپیوترها و مودم‌های استفاده‌شده در سیستم SAGE بود.
چند سال بعد، شانس در میان CEO ی خطوط هوایی آمریکایی و یک مدیر ناحیه‌ای از IBM ایجاد شد که منجر به ایجاد یک مینی SAGE به‌عنوان یک سیستم بلیت دهی خطوط هوایی خودکار شد. پایانه‌ها در ادارات بلیت دهی متصل یک کامپیوتر مرکزی بودند که موجودیت و در دسترس بودن را مدیریت می‌کرد. سیستم SABRE نی‌ای سیستم Sabre کنونی است.

### امتیاز انحصاری AT&T در آمریکا
طی سال‌های بسیار AT&T یک کالای انحصاری در آمریکا در استفاده از خطوط تلفن باقی‌اند که فقط اجازه می‌داد قطعات عرضه‌شدهٔ AT&T به شبکه‌اش پیوند بخورند. برای گروه رو به رشد کاربران کامپیوتری، AT&T دو سری زیرمجموعهٔ دیجیتالی در ۱۹۵۸ معرفی کرد. یکی قطعهٔ باند پهن نشان داده‌شده در تصویر سمت راست است. دیگری یک مودم با سرعت‌پایین بود که در bard ۲۰۰ کار می‌کرد. شاید
در تابستان ۱۹۶۰، نام دیتا فن Data – phone برای جایگزینی واژهٔ پیشتر زیرمجموعهٔ دیجیتالی digital subset معرفی شد. تلفن اطلاعات Data – Phone ۲۰۲ یک سرویس هم‌زمان نیمه دوتایی بود که در اواخر ۱۹۶۰ به اوج رسید. در ۱۹۶۰، ۲۰ IB, 20 IA معرفی شدند. مودم‌های هم‌زمان بودند که از دو بیت در هر band (علامت در ثانیه) کلید انتقال فاز استفاده می‌کردند (PSK). 20IA نیمه دوتایی در ۲۰۰۰ بیت / ثانیه در خطوط تلقی نرمال عمل کرد درحالی‌که ۲۰IB ارائه گر دوتایی کامل ۲۴۰۰ بیت / ثانیه در خطوط اجاره‌شدهٔ چهار سیمی بود، ارسال کانال‌های ارسال و دریافت در سری خودشان از هر دو سیم حرکت می‌کردند.
۱۰۳A در سال ۱۹۶۲ به بازار آمده و سرویس کامل دوتایی در ۳۰۰ baud در خطوط تلفنی نرمال داشت.
FSK با استفاده تماس در ۱۰۷۰ یا ۱۲۷۰ هرتز بود و مودم پاسخگویی در ۲۰۲۵ یا ۲۲۲۵ هرتز انتقال می‌یافت. AS۱۰۳ موجود در پایانه‌های کم‌سرعت مانند IBM 2441, ASR33, KSR۳۳ حال استفاده می‌شود. AT&T هزینه‌های مودم را با معرفی ۱۱۳D اصل و مودم‌های ۱۱۳B /C فقط برای پاسخ کاهش داد.

### مودم هوشمند
پیشرفت اصلی بعدی مودم‌ها، مودم‌های باهوش است که در سال ۱۹۸۱ توسط ارتباطات Hays معرفی شد. این مودم‌ها مودم استاندارد ۱۰۳A bit /s بود اما به یک کنترل‌کنندهٔ کوچک می‌چسبید که به کامپیوتر اجازه می‌داد تا توصیه‌های را به آن ارسال کرده و آن را قادر به عملکرد خط تلفن سازد. سری توصیه شامل دستورالعمل‌ها برای برچیدن و آویزان کردن تلفن، شماره‌گیرها و تماس‌های پاسخگویی بودند. سری توصیهٔ Hays اصلی اساسی برای کنترل کامپیوتر مودم‌های مدرن باقی می‌ماند. پیش‌ازاین مودم‌ها، مودم‌ها تقریباً اصلی اساسی برای کنترل کامپیوتر مودم‌های مدرن باقی می‌ماند. پیش‌ازاین مودم‌ها، مودم‌ها تقریباً به‌طور جهانی نیازمند یک پروسهٔ دومرحله‌ای برای فعال‌سازی یک اتصال بودند. ۲۱ کاربرد می‌بایستی به‌طور دستی شمارهٔ دودست را می‌گرفت روی گوشی تلفن استاندارد و سپس گوشی به دون یک متصل‌کنندهٔ صدایی می‌گذاشت.
سخت‌افزار add- ons شناخته‌شده به‌عنوان تماس‌گیرنده dialer در شرایط خاص استفاده شدند و در کل توسط شماره‌گیری فرد کارکردند. با مودم باهوش کامپیوتر قادر به شماره‌گیری به‌طور مستقیم با ارسال پیام به مودم بود بدین‌سان نیاز به تلفن مربوط برای شماره‌گیری و متصل‌کنندهٔ صوتی حذف شد و در عوض مستقیماً بر روی خط تلفن گذاشته شد و موجب تسهیل کار و عملکرد شد. برنامه‌های ترمینالی که فهرست‌های شماره‌های تلفن را حفظ می‌کردند و پیام‌های تماسی را می‌فرستادند رایج شدند و این مودم‌ها و کلون‌هایش به انتشار دستگاه‌های بر دو تابلوی اعلانات نزی کوک کرد (BBSs).
آن مودم‌های قبلی گران بودند، مدل‌های استفاده‌شده (فقط پاسخ) در جهت دیگر. مودم‌های باهوش در هر دو حالت بسته به پیام‌های ارسالی از رایانه قادر به عملکرد بودند. حال یک مودم سمت سرور کم‌هزینه در بازار بود و BBSs

## سرعت‌های رو به افزایش (V.21 V.22 V.22bis)
مودم‌های باند صوتی در کل در ۳۰۰ و ۱۲۰۰ بیت در هر ثانیه (V.21, V.۲۲) در میانهٔ دههٔ ۱۹۸۰ ماندند که چه در طول این دوره، متصل کنند وی صوتی از میان برداشته شد. مودم‌های سازش‌پذیر باهوش روانه بازار شدند.
مودم bit /S۲۴۰۰ برای لپ‌تاپ. یک سیستم bit /S۲۴۰۰V.22bis مشابه در مفهوم به سیگنال‌رسانی ۱۲۰۰- bit /s Bell ۲۱۲ در آمریکا معرفی شد و به‌طور متفاوت‌تر و غیر سازگار در اروپا به بازار آمد. در اواخر دههٔ ۱۹۸۰، اغلب مودم‌ها قادر به پشتیبانی تمام این استانداردها بودند و bit /S۲۴۰۰ عملکرد رایج شد.
بسیاری از استانداردهای دیگر نیز برای اهداف ویژه معرفی شدند که با استفاده از کانال پرسرعت برای دریافت و یک کانال کم‌سرعت تر برای ارسال بود. یک نمونهٔ نوعی در سیستم Minitel فرانسوی استفاده شد که در آن پایانه‌های کاربر اکثریت زمانشان را صرف دریافت اطلاعات می‌کردند. مودم در پایانه Minitel بدین‌سان در bit /S۱۲۰۰برای گیرندگی و bit /S۷۵ برای ارسال پیام به عقب به سرورها کرد. چنین راه‌حل‌هایی در بسیاری از شرایطی که در آن‌یک سو اطلاعات بیشتری را نسبت به‌سوی دیگر می‌فرستد مفید بودند. به‌علاوهٔ تعداد استانداردهای با سرعت متوسط مانند Minitel، چهار شرکت آمریکایی برای نسخه‌های پرسرعت کالای یکسان مشهود شدند.
Telebit مودم پیشگام خود را در سال ۱۹۸۴ معرفی کرد که تعداد زیادی از کانال‌های کم‌سرعت برای ارسال یک‌طرفه در سرعت‌های بالائی bit /S۱۸۴۰۰استفاده شد. یک کانال اضافی منفرد در جهت عکس موجب شد دو مودم مقدار اطلاعات لازم را هر مودم در انتهای اتصال ارتباط دهند و مودم‌ها قادر به سوئیچینگ بودند در جهتی که دارای کانال‌های پرسرعت بود.
مودم‌های پیشگام نیز یک ویژگی را حمایت کردند که به آن‌ها اجازه داد تا بیروتوکل «g" uncp حمایت کرده و به‌طور مشترک از سیستم‌های unix برای ارسال ایمیل استفاده کنند و سرعت سیستم را بالا ببرند بدین‌سان پیشگام‌ها بین‌هایت در دستگاه‌های unix رایج شدند و در بازار در دههٔ ۱۹۹۰ قالب گشتند.
ربوتیک‌های آمریکا (USR) سیستم مشابهی را بانام HST معرفی کردند گرچه فقط عرضه تر ۹۶۰۰ بیت در ثانیه بود و کانال برگشت عظیم‌تری را ارائه می‌کرد در عوض USR بازار بزرگی را در میان آمار بران F: donet با ارائهٔ مودم‌هایش به سیلاب‌های BBS با قیمت کمتر ایجاد کرد که موجب فروشش به کاربران نهایی‌ای‌ای شد که خواستار انتقالات پَروَنجا سریع‌تر بودند.
Hayes مجبور به رقابت بود و استاندارد ۹۶۰۰ بیت در ثانیه خود را بهابرگ نام ۹۶ Express معرفی کرد که همچنین که بانام ping pong نیز معروفِ کشور در کل مشابه PEP تله بیت بود. تاونِ پروتکل را و نه تحقیقات مسی ساب را پیشنهاد کرد و مودم‌های با سرعت‌بالایش به‌ندرت باقی‌مان‌اند.

### تصحیح خطا و فشردگی
عملکردهای با این سرعت موجب بروز محدودیت‌هایی از خطوط تلفن شده که منجر به بروز تعداد زیاد خطا شد و در راستایش سیستم‌های تصحیح خطای
مودم‌ها معرفی شد که مشهورترینش سیستم‌های MNP میکروکام بود. یک رشته از استانداردهای MNP در دههٔ ۱۹۸۰ ایجاد شده‌اند که نرخ اطلاعات مؤثر را تا مقدار کمتری در هر زمان از حدود ۲۵٪ در MNP۱ به ۵٪ MNP۴ کاهش دادن ۵۰ MNP یک پله جلوتر رفت و فشردگی اطلاعات را به سیستم اضافه نمود و بدین سان به‌طور حتم نرخ اطلاعات بالا می‌رود: در کل کاربر انتظار دارد که مودم MNP ۳/۱ برابر نرخ اطلاعات نرمال مودم را انتقال دهد. MNP سپس گشوده شده در سری مودم‌های ۲۴۰۰ بیت در ثانیه مشهود شد و هرگز انتشار نیافت.
ویژگی مشترک این مودم‌های پر سرعت ممنون برگشت که به آن‌ها اجازه می‌داد در مورد مودم‌های دارای قابلیت کمتر استفاده کند. در طول تماس حاصلهٔ مودم یک سری از سیگنال‌ها را به درون خط برده و منتظر پاسخ مودم به آن‌ها می‌شود. با سرعت بالا شروع می‌کنند و سرعتشان تا اینکه پاسخی بشنوند پایین می‌آید. بدین سان دو مودم USR قادر به اتصال در bit /S۹۶۰۰ بودند اما وقتی کاربر با یک مودم ۲۴۰۰.Bit /s
تماس می‌گیرد USR به سرعت رایج۲۴۰۰ bit /s برمی گردد. بدون چنین سیستمی اپراتور مجبور به داشتن چندین خط چندگانه برای کاربرد با سرعت بالا و پایین شد.

## Winmodem

نمایی از یک مودم دیال آپ PCI

PCI Winmodem / Softmodem (در سمت چپ) در نزدیکی مودم ISA سنتی (در راست) است. مدار پیچیدهٔ کمتری را از مودم در سمت راست در نظر بگیرید. این دو مودم کاهشی برای ویندوزهای مایکروسافت است که کارها را به‌طور سنتی در سخت‌افزار با نرم‌افزار جایگزین می‌کند. در این شرایط مودم یک پردازشگر سیگنال دیجیتال ساده طراحی‌شده برای اصوات یا نوسانات ولتاژ در خط تلفنی است. چرخهٔ کامپیوترهای قرن شامل یک کارت رمزهاست که بالابر شبکه و ارتباطات (CNR) به هزینهٔ اتصال پایین است. اسمت CNR شامل پین‌های صدا. برق و سیگنال‌های اصلی به‌جای موارد مشمول در اسلات pci گران است که به‌طور معمول استفاده می‌شود اما قابلیت کاربرد جهانی و کم‌هزینهٔ Winmodem به این معناست که به‌طور کم استفاده‌شده. این مودم‌ها نسبت به مودم‌های قدیمی ارزان‌ترند و اجزای کمتری ازنظر سخت‌افزاری دادند و نرم‌افزار تولیدکننده تون‌های مودم ساده نیست و عملکرد کامپیوتر در کل در زمان استفاده آسیب می‌بیند مشکل دیگر این مودم‌ها فقدان قابلیت نصب به سبب تکیه آن‌ها بر سیستم اجرایی کامپیوتر است. توسط دستگاه‌های اجرایی دیگر پشتیبانی نمی‌شوند (مانند Linux) زیرا تولیدکننده‌هایشان سیستم اجرایی دیگر را حمایت می‌کنند و نه اطلاعات فن کافی جهت ایجاد یک درایو متوازن فراهم می‌آورند و این مودم‌ها حتی با نسخهٔ جدیدتر ویندوزهای مایکروسافت کار نمی‌کنند، اگر در درایو آن با سیستم اجرایی این نسخه جدید سازگار باشد مودم‌های ژئوپورت apple از نیمه دوم دههٔ ۱۹۹۰ مشابه شدند و در کل به‌عنوان یک جابجایی نامناسب بوده‌اند گرچه یک ایده زیرکانه در تئوری، ایجاد کاربردهای تلفنی قوی‌تر را ممکن می‌سازد، در عمل فقط برنامه‌هایی ایجادشده‌اند که دستگاه پاسخگوی ساده و نرم‌افزار فاکس بودند که به‌ندرت بخش‌های جهانی فیزیکشان بودند. نرم‌افزار نیازمند زمان پردازش گر قابل‌توجهی بود و دیگر در نسخه‌های دستگاه‌های اجرایی کنونی عمل نمی‌کند. تقریباً تمام مودم‌های جدید نیز دارای دو وظیفه به‌عنوان یک دستگاه فاکس هستند. فاکس‌های دیجیتالی در دههٔ ۱۹۸۰ معرفی شدند که به‌طور ساده یک آورمت تصویری خاص ارسال‌شده از طریق یک مودم با سرعت‌بالا هستند. (bit /S۲۴۰۰/ ۹۶۰۰) نرم‌افزار کامپیوتر میزبان قادر به تبدیل هر تصویر به آورمت فاکس بود که بعداً می‌شد با استفاده از مودم ارسال شود. چنین نرم‌افزاری در یک‌زمان یک قطعهٔ قابل اضافه شدن بود اما از آن زمان به‌طور وسیعی جهانی شده‌است.

## مودم‌هایآنالوگ
این مودم‌ها مرسوم‌ترین مودم‌ها در ایران هستند که عموماً برای اتصال به اینترنت استفاده می‌شوند.
کار این مودم‌ها به این صورت است که به خطوط آنالوگ تلفن شهری متصل می‌شوند و کار تبدیل اطلاعات دیجیتال به آنالوگ (و برعکس) را انجام می‌دهند. می‌توانند راهی به یک شبکه رایانه‌ای باشند. مودم‌ها انواع مختلفی دارند که در کل می‌توان آن‌ها را به این گروه‌ها تقسیم‌بندی کرد.

## مودم‌هایدیجیتال
این مودم‌ها برای اتصال به خطوط دیجیتال تلفن شهری استفاده می‌شوند، و کار تبدیل اطلاعات دیجیتال خطوط تلفن را به اطلاعات قابل‌فهم برای رایانه (و برعکس) را انجام می‌دهند. هزینه این اتصال نسبت به هزینه خطوط آنالوگ بالاتر است و بالاترین نرخ انتقال اطلاعات در این مودم‌ها برابر ۶۴ کیلوبیت در ثانیه است.

## مودم‌های جیبینسل چهارم شبکه تلفن همراه
اینترنت همراه یا نسل ۴ قابلیت بسیار بی‌نظیری است که علاوه بر سرعت عالی، قابلیت اتصال اینترنتی در هر نقطه و در هر زمانی را ممکن می‌سازد و در صورتی که از سرویس‌دهنده قابل اطمینانی استفاده کنیم، مشکل قطعی اینترنت نیز وجود نخواهد داشت. این مودم‌ها بر پایه شبکه ۴G باید کاملاً مبتنی بر پروتکل اینترنت (IP) باشد. همچنین سرعت اینترنت ۴G برای کاربر در حال حرکت (جابجایی با سرعت بالا مانند قطار یا ماشین) باید حداقل ۱۰۰ مگابیت بر ثانیه باشد. همچنین برای کاربر ثابت یا تحرک پایین سرعت انتقال داده، باید حداقل ۱ گیگا بایت باشد.

## مودم‌های Bonding
این مودم که به‌عنوان مودم تسهیمی هم شناخته‌شده‌است دو یا چند خط تلفن دارد و آن‌ها را برای حصول شماره‌گیری با سرعت‌بالای ۲۰۰ یا بیشتر تأکید می‌کند برای مثال یک مودم Bonding k۵۶ دوگانه k۱۱۲ سرعت با استفاده از دو خط تلفن دارد. سرعت دون دو کردن محدود به حداکثر سرعت هر کانال می‌شود بنابراین یک مودم ۵۶k هر پَروَنجا را فقط با سرعت ۵۶k دریافت می‌کند. امتیاز این مودم این است که قادر به انتشار دریافت پَروَنجاهای چندگانه مانند و بسایت از طریق کانال‌های مودم Bonding است که دریافت و بسایت را سریع‌تر می‌سازد و تک له‌های متفاوت پَروَنجا را از طریق کانال‌های مختلف سریع‌تر دریافت می‌کند. این مودم‌های استفاده‌شده در حالت چند کانال با ISP یکی از آن‌ها، ISP باید اتصالات هم‌زمان چندگانه را از یک کاربر پشتیبانی کند این نوع مودم‌ها برای اولین بار در اواسط دهه ۱۹۹۰ ایجاد شدند به سبب فقدان پشتیبانی از جانب ISPتا و معرفی اتصالات اینترنتی یا باند وسیع این نوع مودم‌ها هرگز در میان کاربران خانگی خیلی مشهود نشده‌اند. مودم‌های صوتی جدید امروزی ttu- tv۰۹۲ استاندارد به مدار نزدیکی ره‌یافت دهندهٔ shanon کانال‌های تلفنی pstn مورد استفاده هستند. آن‌ها مودم‌های صوتی / اطلاعاتی / فاکس Plug and نمایش هستند.

## مودم‌های جی اس ام
مودم جی اس ام یک مودم بیسیم است که با شبکه مخابراتی GSM کار می‌کند. این نوع مودم همانند مودم‌های آنالوگ عمل می‌کند با این تفاوت که در مودم آنالوگ ارسال و دریافت داده از طریق خط تلفن صورت می‌گیرد ولی در مودم جی اس ام ارسال و دریافت از طریق امواج رادیویی انجام می‌شود. این مودم عموماً جهت ارسال پیامک مورد استفاده قرار می‌گیرد. مودم‌های جی اس ام از قیمت بالایی برخوردار هستند ولی در عوض امکان ارسال به خطوط بلک لیست را تا حد زیادی فراهم می‌کنند.

## مودم‌های رادیویی
ماهواره‌های ارتباط مستقیم، WiFi، و گوشی‌های همراه تماماً از مودم برای ارتباط استفاده می‌کنند. مودم‌های مخابراتی و مودم‌های شبکه‌های داده‌ای در زمانی که بین تقاط با فاصله‌های زیاد اتصال برقرار می‌کنند به وفور از مودم‌های رادیویی بهره می‌برند. این سیستم‌ها قسمت مهمی از شبکه تلفنی مشترکین عمومی (PSTN) و همچنین اتصال شبکه‌های رایانه‌ای پر سرعت را تشکیل می‌دهد. لازم به یادآوری است که استفاده از مودم‌های رادیویی زمانی که فیبر نوری به صرفه نباشد کارایی خواهند داشت.
حتی در زمانی که کابل مورد استفاده قرار دارد، می‌توان با استفاده از فرکانس‌های رادیویی و تکنیک‌های ماژول کردن مناسب، بهره‌وری مناسب تری از کابل‌ها داشت. کابل‌های هم محور پهنای باند زیادی دارند ولی در عین حال تضعیف زیادشان برای فرکانس پایه در فرکانس‌های بالا نیز جز مشخصات بد آن‌ها است. با استفاده از مودم، مقدار بسیار بیشتری از اطلاعات را می‌توان با یک سیم انتقال داد. تلویزیون‌های کابلی دیجیتال و سرویس‌های اینترنتی کابلی از مودم‌های فرکانس رادیویی برای افزایش پهنای باند مورد نیازکاربر خانگی استفاده می‌کنند. با مودم استفاده از تکنیک FDMA (تقسیم فرکانس، دسترسی چندگانه) ممکن می‌شود و با یک سیم می‌توان به چند مشترک خدمات مخابراتی دیجیتال دوطرفه کامل ارائه داد.
مودم‌های بی‌سیم نیز در انواع مختلف، با پهنای باند و سرعت متفاوت تولید و عرضه شده‌اند. این مودم‌ها معمولاً با عنوان مودم‌های نامرئی، یا هوشمند نام برده می‌شوند. این دستگاه‌ها اطلاعاتی را که به فرکانس انتقال ماژوله شده‌اند را به‌طور هم‌زمان از طریق چند مسیر بی‌سیم می‌فرستند و برای این کار از چند فرکانس متفاوت استفاده می‌کنند.
مودم‌های نامرئی دقیقاً مشابه مودم‌های خط تلفن معمولی کار می‌کنند. این وسائل غالباً نیمه‌دوطرفه عمل می‌کنند؛ یعنی هم‌زمان کار ارسال و دریافت را انجام نمی‌دهند. معمولاً این مودم‌ها به صورت نوبتی اطلاعات را از نقاط پراکنده دور و نزدیک (که ارتباط بی‌سیم کامل و مناسبی با مودم مورد نظر ندارند) دریافت می‌کنند.
مودم‌های هوشمند دارای یک ابزار داخلی کنترل دسترسی هستند. این ابزار در در صورتی که داده‌ها به‌طور مناسب منتقل نشوند، دوباره عمل ارسال را انجام می‌دهد. مودم‌های هوشمند معمولاً به پهنای باند بیشتری نسبت به مودم‌های نامرئی نیاز دارند و معمولاً سرعت انتقال داده بیشتری را نیز دارند. استاندارد
IEEE 802.11
طرح‌های ماژوله کردن برای مسافت‌های کوتاه را که در جهان بیشتر مورد استفاده هستند تعریف کرده‌است.

## مودمفیبر نوری
مودم فیبر نوری یکی از تجهیزات مدرن و امروزی برای وصل شدن به شبکه اینترنت پر سرعت است. با استفاده از این نوع مودم می‌توان در مناطقی از کشور که دارای زیرساخت‌های مناسب به لحاظ مخابراتی است، به اینترنت فیبر نوری متصل شد.
ه بیانی دیگر مودم فیبر نوری دستگاهی است که در سمت مشترک نصب می‌شود بدین ترتیب کابل‌های مخصوص اینترنت فیبر نوری را از مخابرات تا داخل خانه کاربر منتقل می‌کنند.
پس از برای اینکه بتوان از اینترنت فیبر نوری بهره‌مند شد و اینترنتی با سرعت چندین برابری را تجربه کرد، نیاز به تجهیزات مخصوصی است که مودم فیبر نوری یکی از آنها به‌شمار می‌رود.
مودم فیبر نوری دارای پورت‌های مختلفی بوده و به راحتی می‌توان با استفاده از این نوع مودم، شبکه اینترنت را راه اندازی کرده و چندین نفر به‌طور همزمان از اینترنت پرسرعت بهره‌مند شوند.

### WiMax و Wifi
در استانداردهای WiMax , Wifi مودم‌هایی استفاده می‌شوند که در بسامدهای امواج کوچک عمل می‌کنند. به‌طور کلی مفهوم Wireless (بی‌سیم) و Wi-Fi مشابه هستند و در هر دو امکان اتصال دستگاه‌ها به اینترنت را بدون نیاز به سیم فراهم می‌کنند.
نتیجه نهایی در هر دو یکی است ولی تفاوت در روش اتصال می‌باشد وای-فای، مخفف عبارت Wireless Fidelity و استانداردی از زیرمجموعه Bluetooth بوده و ارتباطی با قدرتی بیشتر از خود Bluetooth ایجاد خواهد شد. Wi-Fi یک استاندارد برای ارتباطات بی‌سیم در فواصل کوتاه است.
همچنین می‌توان یک ارتباط Wi-Fi برای برخی از انواع موبایل یا کنسول‌های بازی و تلویزیون‌ها ایجاد کرد. برای ایجاد یک ارتباط Wi-Fi، دستگاه به یک روتر یا access point متصل می‌شود که این روتر از طریق یک مودم به اینترنت متصل است.
ارتباط Wi-Fi بیشتر بر پایه ارتباط شبکه اینترنت به صورت بی‌سیم تأکید می‌کند و همین امر باعث محبوبیت زیاد آن شده‌است. با استفاده از این تکنولوژی به راحتی در مسافرت، هواپیما یا هتل می‌توان از طریق Laptop و موبایل به اینترنت متصل شد. مانند مودم همراه ایرانسل

### مودم‌های و مسیریاب[۱]متحرک
مودم‌هایی که از سیستم تلفن متحرک (
GPRS
UMTS
High Speed Packet Access
Evolution-Data Optimized
WiMAX
و غیره) به عنوان مودم‌های بی‌سیم (که گاهی نیز مودم‌های سلولی) شناخته می‌شوند. مودم‌های بی‌سیم را می‌توان درون لپ‌تاپ، درک کنار یک وسیله خانگی (مثل تلویزیون) یا غیره جا داد. کارت اتصال یک کارت رایانه‌ای یا اکسپرس‌کارت است که بسته به نوع آن درون درگاه PC Card,
PCMCIA
، یا ExpressCard در یک رایانه قرار می‌گیرد. در مورد لپ‌تاپ‌ها مودم‌های بی‌سیم USB از درگاه USB برای اتصال به رایانه کمک می‌گیرند. یک مسیریاب سلولی می‌تواند یک کارت اطلاعات بیرونی (یا AirCard) داشته باشد که درون جایگاه مخصوص آن بر روی مودم قرار بگیرد. مسیریاب‌های سلولی مودم نیستند. بلکه دارای مودم هستند یا اینکه جایگاهی برای اتصال مودم دارند. فرق بین مسیریاب سلولی و مودم بی‌سیم آن است که معمولاً مسیریاب سلولی یا چند کاربر اجازه اتصال هم‌زمان به آن را می‌دهد (زیرا مسیریاب می‌تواند مسیریابی انتقال اطلاعات را انجام دهد و/یا اتصال چندگانه انجام دهد).
بسیاری از مودم‌های بی‌سیم GSM با یک نگهدارنده کارت SIM ارائه می‌شوند. برخی نیز به جایگاهی برای اتصال حافظه نوع microSD و/یا سوکت اتصال آنتن اضافی (جهت افزایش آنتن‌دهی) مجهز هستند. مودم‌هایی که با با شبکه‌های (CDMA (EVDO کار می‌کنند، از کارت‌های R-UIM استفاده نمی‌کنند و در عوض از شماره سریال الکترونیکی بهره می‌برند.
مودم‌های خارجی حفظ تلفنی متحرک (GPRS, UMTS) نیز به عنوان کارت اطلاعاتی و روتر rouder سلولی شناخته می‌شوند. کارت اطلاعاتی یک کارت PC است که در آن کارت تلفن مشمول می‌شود در حالیکه یک روتر سلولی می‌تواند شامل یا فاقد کارت اطلاعاتی خارجی باشد اغلب روتر rouderهای سلولی اینطورند برای روتر rouder سلولی باند پهن متحرک WAARCM۳.
امروزه مودم‌های USB با یک نگه دارنده کارت SIM مشتق شده وجود دارند یعنی شما فقط نیازمند پورت USB و یک مودم برای اتصال به اینترنت هستید.

## باند پهن

نمایی از یک مودم ADSL ساخت شرکت ASUS

مودم‌های DSL در حال حاضر به دو دسته تقسیم می‌شوند:
آخرین استاندارد مورد استفاده برای مودم‌های ADSL2+ حداکثر پهنای باند ۱۶ مگابیت برای دانلود و تا ۳ مگابیت بسته به مدل‌های مختلف می‌توانند پشتیبانی کنند.
از مودم‌های ADSL معروف بازار می‌توان به مدل‌هایی از D-link و Tp-link اشاره کرد.
[./https://en.wikipedia.org/wiki/VDSL مودم‌های VDSL]:
مودم‌های VDSL از پهنای باندی بین ۵۰ تا ۱۰۰ مگابایت را پشتیبانی می‌کند.
تفاوت عمده تکنولوژی VDSLوADSL در طول کابل مخابراتی می‌باشد. حداکثر طول کابل در تکنولوژی VDSL می‌تواند تا ۵۰۰ متر می‌باشد
مودم‌های کابلی از گسترهٔ بسامدهای اصلی برای حمل کانال‌های تلویزیونی RF استفاده می‌کنند. مودم‌های چند کابله به یک کابل تک چسبیده و می‌توانند از باند بسامد یکسانی به وسیلهٔ پروتوکل دستیابی رسانه‌ای سطح پایین برای اجازه دادن به آن‌ها برای کار با هم در کانال یکسان استفاده‌کننده نوعاً سیگنال‌های بالا و پایین با استفاده از دستیابی چند گانه قسمت بسامد جدا می‌مانند.
انواع جدید مودم‌های باند وسیع پدید می‌آیند مانند ماهوارهٔ دو مسیره و مودم‌های خط برق.
مودم‌های باند پهن هنوز باید در طبقه مودم‌ها باشند تا زمانی‌که از صور موجی برای حمل اطلاعات دیجیتالی استفاده می‌کنند؛ و نسبت به مودم‌های اتصال دیال آپ قدیمی قطعات پیش رفته تری هستند؛ زیرا قادر به مدل‌سازی و از مدل خارج کردن صدها کانل به‌طور هم‌زمان می‌باشند. بسیاری از مودم‌های باند پهن شامل نقش‌های یک مسیریاب و دیگر ویژگی‌ها مانند ویژگی‌های DHCP, NAT, Firewall می‌باشند.
وقتی تکنولوژی باند پهن معرفی شد، ایجاد شبکه مسیر یاب ۴ برای مشتریان ناآشنا بودند. گرچه بسیاری از مردم می‌دانستند یک مودم چیست به عنوان اغلب دستیابی اینترنتی از طریق دیال آپ بود. به سبب این آشنایت شرکت‌ها شروع به فروش مودم‌های باند پهن با استفاده از واژهٔ آشنای مودم بیش از انواع واکور مانند آداپتور یا ترانسیستور کردند. اغلب مودم‌ها باید به‌طور مناسب قبل از اینکه بتوانند از یک مسیر یاب استفاده کنند ترکیب بندی شود. این ترکیب بندی به عنوان حالت پل مشهود است.

## ارتباطات تلفنی فضای عمیق
بسیاری از مودم‌های جدید ریشه در سیستم‌های ارتباطات تلفنی فضای عمیق و ژرف دههٔ ۱۹۶۰ دارند. تفاوت‌های مودم‌های ارتباط تلفنی فضای ژرف در مقابل مودم‌های خط زمینی بر طبق زیرند:
- فرمت‌های مدل‌سازی دیجیتالی که دارای ایمنی بالا هستند که نوعاً استفاده می‌شوند.
- پیچیدگی شکل موج پایین هستند و نوعاً مرحله دوگانه انتقال است.
- تصحیح خطا از حالتی به حالت دیگر تغییر می‌کند اما نوعاً نسبت به اغلب مودم‌های خط زمین قوی تر است.

## مودم صدا
مودم‌های صدا مودم‌های منظمی هستند که قادر به ثبت یا اجرای صوتی در خط تلفنی هستند. برای کاربردهای تلفنی استفاده می‌شوند. برای جزئیات بیشتر در مورد مودم‌های صوتی سری توصیهٔ مودم صوتی را ملاحظه کنید.

## مشهوریت
نتایج مطالعه CIA در سال ۲۰۰۶ حاکی از آن است که اتصال به اینترنت از طریق dial up در آمریکا کاهش قابل توجهی داشته‌است. در سال ۲۰۰۰، اتصال به وسیلهٔ dial- up حدود ۷۴٪ کل اتصالات اینترنتی در آمریکا را شامل می‌شده‌است.
کاربران مودم dial up به ۶۰٪ تا ۲۰۰۳ کاهش یافتند و در حال حاضر ۳۶٪ کل کاربران اینترنت را در آمریکا تشکیل می‌دهند. مودم‌های باند صدا زمانی مشهورترین ابزار دستیابی به اینترنت در آمریکا بودند، اما با پیشرفت روش‌های جدید دستیابی به اینترنت، مودم‌های قدیمیk۵۶ شهرت خود را از دست دادند.
- فهرست خطاهای مودم
- فهرست مودم های 5G

مودم GSM
معمولاً با یکی از ماژول‌های SIMxxx می‌توان یک مودم راه اندازی کرد.